# Rade Janjanin
Rade Janjanin (Donje Dubrave, kraj Ogulina, 7. travnja 1919. — Kordun, svibanj 1943.) bio je sudionik Narodnooslobodilačke borbe i narodni heroj Jugoslavije.

## Životopis
Rođen je 7. travnja 1919. godine u selu Donje Dubrave kraj Ogulina, u siromašnoj seljačkoj obitelji.
Godine 1939. postao je student Šumarskog fakulteta u Zagrebu. Tamo se uključio u revolucionarni studentski pokret i sudjelovao u nizu akcija i radničkih štrajkova.
Sudionik Narodnooslobodilačke borbe bio je od 1941. godine. Već u travnju se povezao s komunistima i radio na pripremanju oružanog ustanka. Član Komunističke partije Jugoslavije postao je 27. travnja 1941. godine. Od kolovoza je bio tajnik u Dubravskom partizanskom odredu, u čijem je formiranju i sam sudjelovao.
Bio je ranjen u diverzantskoj akciji na željezničkoj pruzi kod Tounja. Nakon što je prizdravio, po zadatku KPJ, otišao je za političkog komesara Plaščanskog odreda. Rujna 1942. bio je postavljen za zamjenika političkog komesara Druge kordunaške brigade. Bio je i tajnik divizijskog komiteta KPH Osme kordunaške udarne divizije.
Obolio je od tifusa i umro u svibnju 1943. godine.
Ukazom predsjednika FNRJ Josipa Broza Tita, 27. studenoga 1953. godine, proglašen je za narodnog heroja.